# Timothy Ouma
Timothy Noor Ouma (* 10. Juni 2004 in Nairobi) ist ein kenianischer Fußballspieler.

## Karriere

### Verein
Timothy Ouma erlernte das Fußballspielen in der Riruta Youth Sports Academy. Der kenianische offensive Mittelfeldspieler wechselte anschließend in die Laiser Hill Academy.
Er unterschrieb 2020 seinen ersten Profivertrag bei den Nairobi City Stars. Dort kam er in insgesamt drei Jahren zu sechsundfünfzig Ligaeinsätzen und sieben Toren.
Ouma wechselte 2022 nach Schweden zu IF Elfsborg. Am 31. Oktober 2022 debütierte er für den schwedischen Erstligisten beim 3:0-Heimsieg gegen Helsingborgs IF am 29. Spieltag, als er in der zweiten Halbzeit eingewechselt wurde.

### Nationalmannschaft
Ouma gab sein Debüt für Kenias A-Nationalmannschaft am 11. November 2021 beim 1:1-Remis in der WM-Quali gegen Uganda.

## Erfolge
Slavia Prag
- Tschechischer Meister: 2025